# 杜恒-蒯因论题
杜恒-蒯因论题（英語：Duhem–Quine thesis），也有人认为应当称为“杜恒-纽拉特-蒯因”或“迪昂-纽拉特-奎因”论题（Duhem-Neurath-Quine Thesis），是一种科学整体论的观点。其表述的一种是“我们的观察材料不能用来单个地检验科学假设，这些材料只能检验我们科学假设的整个体系”。证伪主义并非科学界的金科玉律。最有名的质疑，便是“杜恩－蒯恩论题”。该理论指出，观测结果与理论预期不合，不一定代表理论出错，可以是观测出错，或观测器具不准确等。而最大问题在於，人无法知道，究竟是理论出错，还是观测出错。當理論架構過於複雜、引用的理論（科學假設）過多、各理論或許又包含許多理論，很難釐清到底是哪些前置理論出問題。所以，即使科学理论被证伪，也不等同要放弃这一理论。

## 杜恒论题
它首先由法国物理学家、科学史和科学哲学家杜恒提出，其论点是“不可对孤立的假说进行检验”。

## 纽拉特论题
之后，奥地利科学哲学家、社会学家和政治经济学家纽拉特从社会科学的角度也提出过同类的观点，其论点是“科学假说的有效性，并不完全依赖于某些观察实验的结果，而依赖于这些结果与整个系统的正负关系，而且这种关系从整个系统来说，可以调整和补充”。

## 蒯因论题
后来，对纽拉特极为欣赏的美国逻辑学家、语言哲学家和科学哲学家蒯因进一步完善了科学整体论的观点，其论点是“个别陈述是不可能孤立地被经验证实或否证的,离开科学知识的整体系统去谈个别陈述的经验内容,就会使人误入歧途”。